# Lista difuzorilor Formulei 1
Aceasta este lista difuzorilor TV și radio ai Formulei 1.

## Difuzori

### Difuzori TV în 2016
| 2013 TV Broadcasters          | 2013 TV Broadcasters                                                                                                   | 2013 TV Broadcasters             | 2013 TV Broadcasters | 2013 TV Broadcasters | 2013 TV Broadcasters | 2013 TV Broadcasters | 2013 TV Broadcasters | 2013 TV Broadcasters | 2013 TV Broadcasters |
| Țara                          | Rețea TV | Limbă                            | Gratis/Cu plată | Antrenament 1        | Antrenament 2        | Antrenament 3        | Calificări           | Cursa                | Note |
| ----------------------------- | --- | -------------------------------- | --- | -------------------- | -------------------- | -------------------- | -------------------- | -------------------- | --- |
| Albania                       | Top Channel | Albaneză                         | Free in Albania, DVB-S encrypted on Eutelsat 16°E (EU) | Live                 | Nu                   | Nu                   | Live                 | Live                 | Rights transferred to Top Channel as previous hosts Vizion Plus found the right to expensive to hold. HDTV.                                   |
| Albania                       | SuperSport | Albanian                         | Pay | Live                 | Nu                   | Nu                   | Live                 | Live                 | Rights transferred to Top Channel as previous hosts Tring Digital found the right to expensive to hold. HDTV.                                 |
| Format:Nuflag                 | Star Sports | English                          | Pay | Live*                | Live*                | Live*                | Live                 | Live                 | SD Feed. *Subject to other live events. For more information, visit the TV Schedules:                                                         |
| Format:Nuflag                 | Fox Sports | English                          | Pay | Live*                | Live*                | Live*                | Live                 | Live                 | SD Feed. *Subject to other live events. For more information, visit the TV Schedules:                                                         |
| Format:Nuflag                 | Fox Sports Plus HD | English                          | Pay | Live*                | Live*                | Live*                | Live                 | Live                 | HDTV. *Subject to other live events. For more information, visit the TV Schedules:                                                            |
| Australia                     | Network Ten | English                          | Gratuit | Nu                   | Nu                   | Nu                   | Delayed/Live         | Live                 | SD Feed, race delayed in all other timezones.                                                                                                 |
| Australia                     | Network Ten | English                          | Gratuit | Nu                   | Nu                   | Live                 | Live                 | Live                 | SD Feed, for Australian Grand Prix. |
| Australia                     | Network Ten | English                          | Gratuit | Nu                   | Nu                   | Nu                   | Delayed/Live         | Live                 | SD Feed, race live starting 22 aprilie 2012 for VIC, NSW, QLD & TAS only.                                                                     |
| Australia                     | One | English                          | Gratuit | Nu                   | Nu                   | Nu                   | Live                 | Live                 | HD Feed (due to cost cuts), race live starting 22 aprilie 2012 for SA, NT & WA only.                                                          |
| Australia                     | One | English                          | Gratuit | Live                 | Live                 | Live                 | Live                 | Live                 | HD Feed (due to cost cuts), live for Australian Grand Prix.                                                                                   |
| Austria                       | ORF eins | German                           | DVB-T Free in AT, DVB-S with encryption on Astra 19.2°E(EU) | Nu                   | Live                 | Nu                   | Live                 | Live                 | 16:9 feed and HDTV. |
| Austria                       | Sky Sport Austria | German                           | Pay | Live                 | Live                 | Live                 | Live                 | Live                 | Broadcast identical to Sky Sport Germany. |
| Azerbaijan                    | Idman TV | Azerbaijani                      | Gratuit, DVB-S FTA on Türksat 42°E (EU) | Nu                   | Nu                   | Nu                   | Live                 | Live                 | |
| Baltic countries              | Viasat Sport Baltic | Estonian, Latvian and Lithuanian | Pay | Live                 | Live                 | Live                 | Live                 | Live                 | SD Feed |
| Belgium                       | RTBF La Deux | French                           | DVB-C and DVB-T Free in Belgium, DVB-S with encryption on Astra 19.2°E(EU) | Nu                   | Nu                   | Nu                   | Live*                | Live*                | *Some races on RTBF La Une, subject to other live events.                                                                                     |
| Belgium                       | Vier | Dutch                            | DVB-C Free in Belgium, DVB-S with encryption on Astra 23.5°E(EU) | Nu                   | Nu                   | Nu                   | Live                 | Live                 | |
| Bosnia and Herzegovina        | Sport Klub | Serbian                          | Pay | Live                 | Live                 | Live                 | Live                 | Live                 | HDTV. 16:9 feed |
| Brazil                        | Rede Globo | Brazilian Portuguese             | Gratuit | Nu                   | Nu                   | Nu                   | Live                 | Live                 | 4:3 feed and HDTV. |
| Brazil                        | SporTV | Brazilian Portuguese             | Pay | Live                 | Live                 | Live                 | Delayed              | Delayed              | |
| Bulgaria                      | FILM+ | Bulgarian                        | Pay | Delayed              | Delayed              | Delayed              | Live                 | Live                 | |
| Bulgaria                      | HD+ | Bulgarian                        | Pay | Live                 | Live                 | Live                 | Live                 | Live                 | HD feed. |
| Bulgaria                      | BNT2 | Bulgarian                        | Gratuit on DVB-T in Bulgaria, DVB-S FTA on Intelsat12 45°E | Nu                   | Nu                   | Nu                   | Nu                   | Delayed              | |
| Canada                        | RDS / RDS2 | French                           | Pay | Nu                   | Nu                   | Nu                   | Live                 | Live                 | HDTV, Side-by-Side coverage during race (live broadcast only) except Canadian GP. All practices live for Canadian GP. Rights until 2014.      |
| Canada                        | TSN / TSN2 | English                          | Pay | Nu                   | Live                 | Nu                   | Live                 | Live                 | HDTV, Side-by-Side coverage during FP2 and the race (live broadcast only).                                                                    |
| Czech Republic                | TV Nova | Czech                            | DVB-T Free in CZ, DVB-S with encryption on Astra/Thor 23.5°E/0.8°W(EU) | Nu                   | Nu                   | Nu                   | Nu                   | Live*                | HDTV, Dolby Digital 5.1. * Except Canadian, US and Brazilian GPs.                                                                             |
| Czech Republic                | TV Fanda | Czech                            | DVB-T Free in CZ, DVB-S with encryption on Astra/Thor 23.5°E/0.8°W(EU) | Nu                   | Nu                   | Nu                   | Nu                   | Live*                | Sister channel of TV Nova. * Canadian, USA and Brazilian GPs.                                                                                 |
| Czech Republic                | Nova Sport | Czech                            | Pay | Live*                | Live*                | Live*                | Live*                | Delayed              | HDTV, Dolby Digital 5.1. * Subject to other live events.                                                                                      |
| Denmark                       | TV3+/3+HD | Dansk                            | Pay | Live                 | Live                 | Live                 | Live                 | Live                 | HD 16:9 and SD 4:3 - TV3+ is part of Viasat package.                                                                                          |
| Estonia                       | TV6 | Estonian                         | Pay | Nu                   | Nu                   | Nu                   | Nu                   | Live                 | Only Canadian and United States GP. No HDTV.                                                                                                  |
| Estonia                       | TV6 | Estonian                         | Pay | Nu                   | Nu                   | Nu                   | Nu                   | Delayed              | Other races. Race shown at 9 PM EET on the same day. No HDTV.                                                                                 |
| Estonia                       | TV3 Play | Estonian                         | Gratuit on the internet | Nu                   | Nu                   | Nu                   | Nu                   | Highlights           | Race is viewable from the following Friday |
| Finland                       | MTV3 | Finnish                          | DVB-T Free in Finland, DVB-S Encrypted on Thor 1°W (EU) | Highlights           | Highlights           | Nu                   | Highlights           | Highlights           | HDTV. |
| Finland                       | MTV3 MAX | Finnish                          | Pay | Live                 | Live                 | Live                 | Live                 | Live                 | HDTV. |
| France                        | CANAL+ | French                           | Pay | Nu                   | Nu                   | Nu                   | Nu                   | Live                 | Only race on C+ |
| France                        | CANAL+ Sport | French                           | Pay | Live                 | Live                 | Live                 | Live                 | Live                 | Only race on C+ |
| Germany                       | SPORT1 | German                           | DVB-S FTA on Astra 19.2°E(EU) | Live*                | Live                 | Highlights           | Highlights           | Highlights           | Rights until 2015. *Highlights only of FP1 for Australian and Asia's GPs.                                                                     |
| Germany                       | RTL Television | German                           | DVB-T Free in Germany, DVB-S FTA on Astra 19.2°E(EU) | Nu                   | Nu                   | Delayed              | Live                 | Live                 | HDTV feed confirmed (HD feed encrypted and part of HD+ package, SD is FTA).                                                                   |
| Germany                       | Sky Sport | German                           | Pay | Live                 | Live                 | Live                 | Live                 | Live                 | Choice of different perspectives at qualifying and race. - HDTV 1080i feed confirmed.                                                         |
| Greece                        | OTE Sport | Greek                            | Pay | Live                 | Live                 | Live                 | Live                 | Live                 | HDTV 1080i |
| Greece                        | ΔΤ | Greek                            | DVB-T Free in Greece, DVB-S/2 with encryption on Eutelsat 9A / Hotbird 13B | No                   | No                   | No                   | No                   | Live*                | SD 536i. *5 races tape delayed |
| Greece                        | ΕΔΤ | Greek                            | DVB-T Free in Greece, DVB-S/2 with encryption on Eutelsat 9A / Hotbird 13B | No                   | No                   | No                   | No                   | Live*                | HDTV 1080i. *5 races tape delayed |
| Hungary                       | M4 Sport | Hungarian                        | DVB-T Free in HU, DVB-S2 FTV on Eurobird 9A 9.0°E (EU) | Live                 | Live                 | Live                 | Live                 | Live                 | HDTV. |
| India                         | Star Sports | English                          | Gratuit | Live*                | Live*                | Live*                | Live                 | Live                 | *Subject to other live events. |
| India                         | ESPN HD | English                          | Pay | Live*                | Live*                | Live*                | Live                 | Live                 | With Sky F1 commentary team. *Subject to other live events.                                                                                   |
| Indonesia                     | Kompas TV | Indonesian                       | Gratuit | Nu                   | Nu                   | Nu                   | Nu                   | Live                 | HDTV. |
| Indonesia                     | Star Sports | English                          | Pay | Live*                | Live*                | Live*                | Live                 | Live                 | SD Feed. *Subject to other live events. For more information, visit the TV Schedules:                                                         |
| Indonesia                     | Fox Sports Plus HD | English                          | Pay | Live*                | Live*                | Live*                | Live                 | Live                 | HDTV. *Subject to other live events. For more information, visit the TV Schedules:                                                            |
| Ireland                       | Setanta Sports | English                          | Pay | Live                 | Live                 | Live                 | Live                 | Live                 | With BBC F1 commentary team |
| Italia                        | Sky Sport F1 | Italian                          | Gratuit | Live                 | Live                 | Live                 | Live                 | Live                 | Choice of different perspectives. – HDTV 1080i feed confirmed.                                                                                |
| Italia                        | Rai 1 (live races, some delayed races) Rai 2 (live and delayed qualifying, some delayed races) Rai Sport 1 (practices) | Italian                          | Free in Italy, DVB-S with encryption on Eutelsat Hot Bird 13°E (EU) | Live/Delayed         | Live/Delayed         | Live/Delayed         | Live/Delayed         | Live/Delayed         | 10 races live. Delayed broadcast of the other races. – HDTV 1080i feed confirmed.                                                             |
| Japan                         | BS Fuji | Japanese                         | Gratuit | Nu                   | Nu                   | Nu                   | Delayed              | Delayed              | From 2012, the free broadcast shifted from Fuji TV to BS Fuji. (BS Fuji is a channel for broadcasting satellite of Fuji TV.) 16:9 feed. HDTV. |
| Japan                         | Fuji TV Next | Japanese                         | Pay | Live                 | Live                 | Live                 | Live                 | Live                 | HDTV. Rebroadcast on satellite station Fuji TV One on Mondays.                                                                                |
| Latin America (except Brazil) | Fox Sports | Spanish                          | Pay | Nu                   | Nu                   | Nu                   | Live                 | Live                 | In Chile, only on Fox Sports Premium. |
| Latin America (except Brazil) | Fox Sports HD | Spanish                          | Pay | Live*                | Live*                | Live*                | Live                 | Live                 | 16:9 HDTV. *Except Mexico and Central America countries.                                                                                      |
| Latin America (except Brazil) | Fox Sports 3 | Spanish                          | Pay | Live                 | Live                 | Live                 | Delayed              | Delayed              | 16:9 SD/HDTV feed. |
| Latvia                        | TV6 | Latvian                          | Pay | Nu                   | Nu                   | Nu                   | Nu                   | Delayed              | Race shown at 9 PM EET on the same day, except 2 GP-s from North-America, which are shown even later. No HDTV.                                |
| Lithuania                     | TV6 | Lithuanian                       | Free in Lithuania, DVB-S Encrypted on Astra 4.8°E(EU) | Nu                   | Nu                   | Nu                   | Nu                   | Live                 | Only Canadian and United States GP. No HDTV.                                                                                                  |
| Lithuania                     | TV6 | Lithuanian                       | Free in Lithuania, DVB-S Encrypted on Astra 4.8°E(EU) | Nu                   | Nu                   | Nu                   | Nu                   | Delayed              | Other races. Race shown at 7 PM EET on the same day. No HDTV.                                                                                 |
| Macedonia                     | Macedonian Radio-Television                                                                                            | Macedonian                       | DVB-T Free in Macedonia | Nu                   | Nu                   | Nu                   | Live                 | Live                 | HDTV |
| Macedonia                     | Sport Klub | Serbian                          | Pay | Live                 | Live                 | Live                 | Live                 | Live                 | Yes HDTV |
| Netherlands                   | Sport1 | Dutch                            | Pay | Live*                | Live*                | Live*                | Live*                | Live                 | HDTV. * Subject to other live events. |
| Netherlands                   | Veronica | Dutch                            | Free in Netherlands, DVB-S encrypted on Astra 19.2°E | Nu                   | Nu                   | Nu                   | Highlights           | Highlights           | Only Canada, United States and Brazil races live.                                                                                             |
| Netherlands                   | Veronica | Dutch                            | Free in Netherlands, DVB-S encrypted on Astra 19.2°E | Nu                   | Nu                   | Nu                   | Highlights           | Live                 | Only Canada, United States and Brazil races live.                                                                                             |
| Norway                        | Viasat Motor and Viasat Sport                                                                                          | Norwegian / Swedish              | Pay | Live                 | Live                 | Live                 | Live                 | Live                 | HDTV on Viasat Motor HD. Always Norwegian during race. Partly Swedish during some P and Q.                                                    |
| Norway                        | Viaplay | Norwegian / Swedish              | Pay | Live                 | Live                 | Live                 | Live                 | Live                 | Web-TV with applications for web, PS3, Xbox 360, Android and iOS. Always Norwegian during race. Partly Swedish during some P and Q.           |
| Norway                        | Viasat 4 | Norwegian                        | Gratuit | Nu                   | Nu                   | Nu                   | Nu                   | Highlights           | One hour with highlights. Commercials every 15 min.                                                                                           |
| Middle East and North Africa  | Abu Dhabi Sports 2 | Arabic                           | DVB-S FTA on Eutelsat 7 West A 7.3°W and BADR6 26°E(North Africa and the Middle East)                                                                                                 | Live                 | Live                 | Live                 | Live                 | Live                 | |
| Middle East and North Africa  | Abu Dhabi Sports 6 HD                                                                                                  | Arabic / English                 | Pay | Live                 | Live                 | Live                 | Live                 | Live                 | HDTV feed. |
| Montenegro                    | Sport Klub | Serbian                          | Pay | Live                 | Live                 | Live                 | Live                 | Live                 | 16:9 feed, HDTV. |
| Poland                        | Polsat | Polish                           | DVB-T Free in Poland, DVB-S with encryption on HotBird 13A 13°E(EU) | Nu                   | Nu                   | Nu                   | Live                 | Live                 | HDTV. |
| Poland                        | Polsat Sport Extra | Polish                           | Pay | Live                 | Live                 | Live                 | Live                 | Live                 | HDTV. |
| Portugal                      | Sport TV | Portuguese                       | Pay | Live                 | Live                 | Live                 | Live                 | Live                 | HDTV. |
| Romania                       | Digi TV | Romanian                         | Pay | Live                 | Live                 | Live                 | Live                 | Live                 | HDTV feed on Cable/IPTV. |
| Russia                        | Rossiya 2 | Russian                          | DVB-T Free in Russia, DVB-S FTA on Yamal 202 49°E | Live*                | Live*                | Live*                | Live                 | Live*                | * Start of the session is shown live, after first advertising broadcast is delayed (timeshift)                                                |
| Russia                        | Sport 1 | Russian                          | Pay | Live                 | Live                 | Live                 | Live                 | Live                 | HDTV. |
| Serbia                        | Sport Klub | Serbian                          | Pay | Live                 | Live                 | Live                 | Live                 | Live                 | HDTV. |
| Slovakia                      | Markíza | Slovak                           | DVB-T Free in Slovakia, DVB-S with encryption on Astra & Thor 23.5°E(EU) | Nu                   | Nu                   | Nu                   | Nu                   | Live                 | [ 10 ] |
| Slovakia                      | Dajto | Slovak                           | Pay | Nu                   | Nu                   | Nu                   | Live                 | Nu                   | , ceased to broadcast practices during the season.                                                                                            |
| Slovenia                      | RTV Slovenija | Slovenian                        | DVB-T Free in SI, DVB-S with encryption on Eutelsat 16A (16°E) (EU) | Nu                   | Internet             | Nu                   | Live                 | Live                 | HDTV. |
| South Africa                  | DSTV | English                          | Pay | Live                 | Live                 | Live                 | Live                 | Live                 | HDTV. |
| South Korea                   | SBS-ESPN | Korean                           | Pay | Live                 | Live                 | Live                 | Live                 | Live                 | HDTV feed on cable/IPTV. |
| Spain                         | Antena 3 | Spanish                          | Free on DVB-T in Spain Encrypted on DVB-S, (19.2ºE)(EU) | Nu                   | Nu                   | Live                 | Live                 | Live                 | HDTV. |
| Spain                         | Nitro | Spanish                          | Free on DVB-T in Spain | Live                 | Live                 | Highlights           | Highlights           | Highlights           | |
| Spain                         | TV3, Esport3 | Catalan                          | Free on catalan regional DVB-T | Live                 | Live                 | Live                 | Live                 | Live                 | HDTV. Emits jointly with Antena 3 in Catalonia.                                                                                               |
| Sweden                        | Viasat Motor | Swedish                          | Pay | Live                 | Live                 | Live                 | Live                 | Live                 | HDTV on Viasat Motor HD. |
| Switzerland                   | SRG SSR | Italian, French and German       | DVB-T Free in Switzerland, DVB-S Encrypted on Hot Bird (13°E)(EU) | Nu                   | Nu                   | Nu                   | Live                 | Live                 | The qualifyings and the races are broadcast on RSI La 2, RTS Deux and SRF zwei.                                                               |
| Turkey                        | Smart Spor | Turkish                          | Pay | Nu                   | Nu                   | Live                 | Live                 | Live                 | HDTV; broadcaster has the right to publish, but not running practice 1-2.                                                                     |
| Ukraine                       | Mega | Ukrainian                        | FTA in Ukraine, Encrypted on Astra (31.5°E) | Nu                   | Nu                   | Nu                   | Nu                   | Live                 | |
| United Kingdom                | BBC | English                          | DVB-T Free in UK, DVB-S FTA on Astra 28.2°E(EU) | Live                 | Live                 | Live                 | Live                 | Live                 | HDTV, only selected 9 races. |
| United Kingdom                | BBC | English                          | DVB-T Free in UK, DVB-S FTA on Astra 28.2°E(EU) | Nu                   | Nu                   | Nu                   | Highlights           | Highlights           | HDTV, other races, cutted version of Setanta Sports                                                                                           |
| United Kingdom                | Setanta Sports | English                          | Pay | Live                 | Live                 | Live                 | Live                 | Live                 | Northern Ireland only, with BBC F1 commentary team                                                                                            |
| United Kingdom                | Sky Sports F1 | English                          | Pay | Live                 | Live                 | Live                 | Live                 | Live                 | Choice of different perspectives. - HDTV 1080i feed confirmed.                                                                                |
| United States                 | NBC Sports | English                          | Most races and all practice/qualifying to be broadcast by NBC Sports Network. 4 races will be broadcast by the FTA NBC network, and two races will be shown on CNBC due to conflicts. | Nu                   | Live                 | Nu                   | Live                 | Live                 | HDTV, mobile streaming available through NBC Sports Live Extra app.                                                                           |
| United States                 | Univision Deportes | Spanish                          | Qualifying sessions will be broadcast by Univision Deportes Network and races by UniMas                                                                                               | Nu                   | Nu                   | Nu                   | Live                 | Live                 | [ 16 ] |

### Difuzori radio
| Țara                 | Rețea                         | Limba      |
| -------------------- | ----------------------------- | ---------- |
| Argentina            | ESPN-Radio Rivadavia          | Spanish    |
| Brazilia             | Jovem Pan                     | Portuguese |
| Brazilia             | Bandeirantes-BandNews FM      | Portuguese |
| Brazilia             | Rádio Globo-CBN               | Portuguese |
| Brazilia             | Rádio Estadão ESPN            | Portuguese |
| Danemarca            | Danmarks Radio                | Danish     |
| Franța               | RMC                           | French     |
| Ungaria              | MR1-Kossuth Rádió             | Hungarian  |
| Ungaria              | MR2-Petőfi Rádió              | Hungarian  |
| Italia               | RTL 102.5                     | Italian    |
| Spania               | Radio Marca                   | Spanish    |
| Spania               | Cadena SER                    | Spanish    |
| Spania               | Cadena COPE                   | Spanish    |
| Regatul Unit         | BBC Radio 5 Live              | English    |
| Regatul Unit         | BBC Radio 5 Live Sports Extra | English    |
| United States Canada | SiriusXM                      | English    |

### Difuzori oficiali prin internet
| Țara           | Site web                                                  |
| -------------- | --------------------------------------------------------- |
| Regatul Unit   | BBC Sport Sky Sports                                      |
| United States  | NBC Sports Network Univision Deportes                     |
| Australia      | Network Ten                                               |
| Czech Republic | Nova (Voyo.cz)                                            |
| Germania       | RTL Arhivat în 16 mai 2010, la Wayback Machine. Sky Sport |
| Spain          | Antena 3 Esport 3                                         |
| Finlanda       | MTV3 Arhivat în 12 decembrie 2010, la Wayback Machine.    |
| Sweden         | Viasat                                                    |
| Japan          | TV Bank Arhivat în 30 octombrie 2013, la Wayback Machine. |

## Producători

### Actuali
| Grand Prix               | Circuit                                | Difuzor          | An     |
| ------------------------ | -------------------------------------- | ---------------- | ------ |
| Australian Grand Prix    | Albert Park, Melbourne                 | FOM              | 2004 - |
| Malaysian Grand Prix     | Sepang International Circuit           | FOM              | 2004 - |
| Chinese Grand Prix       | Shanghai International Circuit         | FOM              | 2004 - |
| Bahrain Grand Prix       | Bahrain International Circuit          | FOM              | 2004 - |
| Spanish Grand Prix       | Circuit de Catalunya                   | FOM              | 2007 - |
| Monaco Grand Prix        | Circuit de Monaco                      | Télé Monte Carlo | 1990 - |
| Canadian Grand Prix      | Montreal                               | FOM              | 2010 - |
| British Grand Prix       | Silverstone Circuit                    | FOM              | 2007 - |
| German Grand Prix        | Nürburgring                            | FOM              | 2007 - |
| Hungarian Grand Prix     | Hungaroring                            | FOM              | 2007 - |
| Belgian Grand Prix       | Circuit de Spa-Francorchamps           | FOM              | 2007 - |
| Italian Grand Prix       | Autodromo Nazionale Monza              | FOM              | 2007 - |
| Singapore Grand Prix     | Marina Bay Street Circuit              | FOM              | 2008 - |
| Japanese Grand Prix      | Suzuka                                 | FOM              | 2012 - |
| Korean Grand Prix        | Yeongam                                | FOM              | 2010 - |
| Brazilian Grand Prix     | Autódromo José Carlos Pace, Interlagos | FOM              | 2008 - |
| Abu Dhabi Grand Prix     | Yas Marina Circuit                     | FOM              | 2009 - |
| United States Grand Prix | Circuit of the Americas                | FOM              | 2012 - |
| Indian Grand Prix        | Buddh International Circuit            | FOM              | 2011 - |

### Foști producători (1990–2012)
- Below are the previous World Feed Producers for Grands Prix from 1990 until 2012.
- Between 1997 and 1999 the Brazilian GP World Feed was produced by FOM. What was shown was a reduced version of the F1 Digital+ main feed, mainly lacking onboard angles and without the pay per view graphics. GloboTV continued to produce an alternative National Feed for Brazilian viewers.
- In 2001 and 2002 the US Grand Prix was broadcast locally by ABC. However, they did not ever produce the World Feed.
- In 1991, the French GP was broadcast in France by La Cinq, which held rights for F1.

| Grand Prix               | Circuit                                        | Broadcaster           | Year                     |
| ------------------------ | ---------------------------------------------- | --------------------- | ------------------------ |
| Australian Grand Prix    | Adelaide Street Circuit Albert Park, Melbourne | Nine Network          | 1985 - 2002              |
| Australian Grand Prix    | Albert Park, Melbourne                         | Network Ten           | 2003                     |
| Argentine Grand Prix     | Autódromo Oscar Alfredo Gálvez                 | Telefe                | 1995 - 1998              |
| Austrian Grand Prix      | A1-Ring                                        | ORF / WIGE            | 1997 - 2003              |
| Belgian Grand Prix       | Circuit de Spa-Francorchamps                   | RTBF                  | 1990 - 2002, 2004 - 2005 |
| Brazilian Grand Prix     | Autódromo José Carlos Pace, Interlagos         | Rede Globo            | 1990 - 1996, 2000 - 2007 |
| Brazilian Grand Prix     | Autódromo José Carlos Pace, Interlagos         | F1 Digital+ / FOM     | 1997 - 1999              |
| British Grand Prix       | Silverstone Circuit                            | BBC Sport             | 1990 - 1996              |
| British Grand Prix       | Silverstone Circuit                            | ITV Sport             | 1997 - 2006              |
| Canadian Grand Prix      | Circuit Gilles Villeneuve                      | CBC                   | 1990 - 2004              |
| Canadian Grand Prix      | Circuit Gilles Villeneuve                      | FOM                   | 2005 - 2008              |
| European Grand Prix      | Donington Park                                 | BBC Sport             | 1993                     |
| European Grand Prix      | Jerez                                          | Telecinco             | 1990, 1994, 1997         |
| European Grand Prix      | Valencia Street Circuit                        | FOM                   | 2008 - 2012              |
| European Grand Prix      | Nürburgring                                    | RTL Television / WIGE | 1995, 1996, 1999 - 2006  |
| French Grand Prix        | Paul Ricard Circuit de Nevers                  | TF1                   | 1990 - 2006              |
| French Grand Prix        | Circuit de Nevers                              | FOM                   | 2007 - 2008              |
| German Grand Prix        | Hockenheimring                                 | RTL Television / WIGE | 1990 - 2006              |
| Hungarian Grand Prix     | Hungaroring                                    | Magyar Televízió      | 1990 - 1999              |
| Hungarian Grand Prix     | Hungaroring                                    | RTL Television / WIGE | 2000 - 2006              |
| Italian Grand Prix       | Autodromo Nazionale Monza                      | RAI                   | 1990 - 2006              |
| Japanese Grand Prix      | Suzuka Circuit Fuji Speedway                   | Fuji Television       | 1990 - 2011              |
| Luxembourg Grand Prix    | Nürburgring                                    | RTL Television / WIGE | 1997 - 1998              |
| Malaysian Grand Prix     | Sepang International Circuit                   | TV3 / RTM             | 1999 - 2003              |
| Mexican Grand Prix       | Autodromo Hermanos Rodriguez                   | Imevisión             | 1986 - 1992              |
| Pacific Grand Prix       | Tanaka International Circuit                   | Fuji Television       | 1994 - 1995              |
| Portuguese Grand Prix    | Estoril                                        | RTP                   | 1990 - 1996              |
| San Marino Grand Prix    | Autodromo Enzo e Dino Ferrari                  | RAI                   | 1990 - 2006              |
| South African Grand Prix | Kyalami                                        | DStv                  | 1992 - 1993              |
| Spanish Grand Prix       | Jerez Circuit de Catalunya                     | TV3                   | 1990 - 2006              |
| Turkish Grand Prix       | Istanbul Park                                  | FOM                   | 2005 - 2011              |
| United States Grand Prix | Phoenix                                        | ESPN                  | 1989 - 1991              |
| United States Grand Prix | Indianapolis Motor Speedway                    | Fox Sports Net        | 2000                     |
| United States Grand Prix | Indianapolis Motor Speedway                    | ESPN                  | 2001                     |
| United States Grand Prix | Indianapolis Motor Speedway                    | F1 Digital+ / FOM     | 2002                     |
| United States Grand Prix | Indianapolis Motor Speedway                    | Speed Channel         | 2003 - 2004              |
| United States Grand Prix | Indianapolis Motor Speedway                    | FOM                   | 2005 - 2007              |

## Comentatori actuali
| Țara                         | Rețea TV                   | Comentator                                                                       | Colour commentator(s)                                                                     | Pit Reporter(s)                                                        | Studio anchor                                           | Studio analysts                                                      |
| Albania                      | Top Channel/               | Endi Tufa Elert Yzeiri                                                           |                                                                                           |                                                                        |                                                         |                                                                      |
| Australia                    | Network Ten/One            | David Croft                                                                      | Martin Brundle                                                                            | Ted Kravitz Natalie Pinkham                                            | Greg Rust                                               | Alan Jones Craig Baird                                               |
| Austria                      | ORF1                       | Ernst Hausleitner                                                                | Alex Wurz                                                                                 |                                                                        |                                                         |                                                                      |
| Austria                      | Sky Deutschland            | Sascha Roos                                                                      | Marc Surer                                                                                | Tanja Bauer                                                            | Ursula Hoffmann                                         |                                                                      |
| Belgia                       | VIER                       | Kris Wauters                                                                     |                                                                                           |                                                                        |                                                         |                                                                      |
| Belgia                       | La Deux                    | Gaetan Vigneron                                                                  | Bas Leinders Various F1 drivers                                                           |                                                                        | Gaetan Vigneron                                         | Jacky Eeckelaert Bas Leinders                                        |
| Brazilia                     | Rede Globo                 | Galvão Bueno                                                                     | Reginaldo Leme Luciano Burti Rubens Barrichello                                           | Mariana Becker Marcelo Courrege Rubens Barrichello                     |                                                         |                                                                      |
| Brazilia                     | SporTV                     | Sérgio Maurício                                                                  | Max Wilson Lito Cavalcanti                                                                | Mariana Becker Guilherme Pereira                                       |                                                         |                                                                      |
| Bulgaria                     | Film+                      | Momchil Manchev                                                                  | Borislav Petrov Emilian Stoykov                                                           | Momchil Manchev                                                        | Momchil Manchev                                         |                                                                      |
| Canada                       | RDS / RDS2                 | Pierre Houde Frédéric Plante                                                     | Bertrand Houle Christian Tortora                                                          |                                                                        | Pierre Houde Frédéric Plante                            | Bertrand Houle                                                       |
| Canada                       | TSN / TSN2 (from the BBC)  | James Allen Ben Edwards                                                          | Allan McNish David Coulthard Gary Anderson                                                | Jennie Gow Lee McKenzie Tom Clarkson Gary Anderson                     |                                                         |                                                                      |
| Cipru                        |                            |                                                                                  |                                                                                           |                                                                        |                                                         |                                                                      |
| Cehia                        | TV Nova                    | Tomáš Richtr Pavel Fabry                                                         | Pavel Turek                                                                               |                                                                        | Martin Pouva                                            |                                                                      |
| Estonia                      | TV6/Viasat Sport Baltic    | Kalev Kruus                                                                      | Märt Elbre                                                                                |                                                                        |                                                         |                                                                      |
| Estonia                      | TV3 Play                   | Kalev Kruus (occasionally Märt Elbre)                                            |                                                                                           |                                                                        |                                                         |                                                                      |
| East Asia and Southeast Asia | ESPN Star Sports           | David Croft (Sky Sports F1)                                                      | Martin Brundle/Anthony Davidson/Johnny Herbert (Sky Sports F1)                            | Sanjeev Palar, Ted Kravitz and Natalie Pinkham (Sky Sports F1)         | Steve Dawson,                                           |                                                                      |
| Finlanda                     | MTV3 MAX/MTV3              | Oskari Saari                                                                     | Erkki Mustakari Mika Salo                                                                 | Timo Pulkkinen                                                         |                                                         |                                                                      |
| France                       | Canal + Canal + Sport (TV) | Julien Fébreau                                                                   | Jacques Villeneuve                                                                        | Franck Montagny Laurie Delhostal                                       | Thomas Sénécal Thomas Thouroude Margot Laffite          | Alain Prost Jean-Louis Moncet                                        |
| France                       | RMC (Radio)                | Jean-Luc Roy                                                                     | Patrick Tambay                                                                            | Antoine Arlot                                                          | Laurent-Frédéric Bollée                                 | Romain Grosjean                                                      |
| Germania                     | RTL Television             | Heiko Waßer                                                                      | Christian Danner                                                                          | Kai Ebel                                                               | Florian König                                           | Niki Lauda                                                           |
| Germania                     | Sky Deutschland            | Sascha Roos                                                                      | Marc Surer                                                                                | Tanja Bauer                                                            | Ursula Hoffmann                                         |                                                                      |
| Grecia                       | OTE Sport                  | Kostas Psarras                                                                   | Yiannis-Marios Papadopoulos                                                               |                                                                        |                                                         |                                                                      |
| Ungaria                      | m1                         | Zoltán Szujó                                                                     | Gábor Wéber                                                                               | Róbert Bobák                                                           | Zoltán Szujó                                            | Norbert Kiss Tamás Pál Kiss Norbert Michelisz                        |
| Italia                       | Rai Sport                  | Gianfranco Mazzoni                                                               | Ivan Capelli Giancarlo Bruno                                                              | Ettore Giovannelli Stella Bruno Giorgio Piola                          |                                                         | Cesare Fiorio Jean Alesi Roberto Boccafogli                          |
| Italia                       | Sky Sport                  | Carlo Vanzini                                                                    | Marc Gene Luca Filippi                                                                    | Antonio Boselli Mara Sangiorgio                                        |                                                         | Fabiano Vandone Marta Abiye                                          |
| Japan                        | Fuji TV Next               | Tsuneo Shiobara Yohei Takeshita Tetsushi Baba Kazushige Fukunaga Shingo Tatemoto | Kazuhito Kawai Jun Imamiya Shigenori Ogura Tetsuo Tsugawa Chikara Funada                  |                                                                        |                                                         | Motoyasu Moriwaki Shigenori Ogura Tsugio Matsuda                     |
| Japan                        | BS Fuji                    | Tsuneo Shiobara Yohei Takeshita Tetsushi Baba Kazushige Fukunaga Shingo Tatemoto | Ukyo Katayama                                                                             |                                                                        |                                                         |                                                                      |
| Latin America                | Fox Sports/Fox Sports 3    | Fernando Tornello                                                                | Luis Manuel López Adrián Puente******                                                     | Juan Fossaroli                                                         |                                                         |                                                                      |
| Letonia                      | TV6/Viasat Sport Baltic    | Aldis Putniņš Jānis Janševics                                                    | Ģirts Timrots                                                                             |                                                                        |                                                         |                                                                      |
| Lithuania                    | TV3/Viasat Sport Baltic    | Kristijonas Kaikaris Arūnas Volungevičius                                        | Vytautas Jasutis                                                                          |                                                                        |                                                         |                                                                      |
| Middle East and North Africa | Abu Dhabi Sports 2         | Ayman Abdel Wahed                                                                | Firas Nimri                                                                               | Hamad Al-Ibrahim                                                       | Hamed Al-Harthy                                         | Khalil Beschir Ala Qubain                                            |
| Netherlands                  | Sport1/Veronica            | Ronald van Dam                                                                   | Jos Verstappen Robert Doornbos Christijan Albers                                          | Olav Mol                                                               |                                                         |                                                                      |
| Norway                       | Viasat Motor/Viasat Sport  | Atle Gulbrandsen Henning Isdal                                                   | Thomas Schie Stein Pettersen Stian Sørli Harald Huysman                                   |                                                                        |                                                         |                                                                      |
| Polonia                      | Polsat/Polsat Sport Extra  | Andrzej Borowczyk                                                                | Grzegorz Jędrzejewski                                                                     |                                                                        | Włodzimierz Zientarski                                  | Maurycy Kochański                                                    |
| Portugal                     | Sport TV (1, 2 or 3)       | José Miguel Barros                                                               | Tiago Monteiro António Félix da Costa Duarte Félix da Costa Other Portuguese drivers ***  |                                                                        | Various                                                 | José Miguel Barros                                                   |
| Romania                      | Digi Sport                 | Florin Ion***Antal Putinica                                                      |                                                                                           |                                                                        |                                                         |                                                                      |
| Russia                       | Russia 2 and Sport 1       | Alexey Popov, Natalia Fabrichnova                                                |                                                                                           |                                                                        |                                                         |                                                                      |
| Serbia                       | Sport Klub                 | Pavle Živković Srdjan Erceg                                                      |                                                                                           |                                                                        |                                                         |                                                                      |
| Slovakia                     | Markíza/Dajto              | Peter Čambor or Štefan Eisele                                                    | Jaroslav Homola Josef Král Richard Gonda                                                  | Pavel Turek                                                            | Štefan Eisele or Peter Čambor                           | Jaroslav Homola Josef Král Richard Gonda                             |
| Slovenia                     | RTV Slovenija              | Miran Ališič                                                                     | Franci Jerančič                                                                           | Leon Andrejka                                                          |                                                         |                                                                      |
| South Korea                  | SBS-ESPN                   | Jesus Yoon                                                                       |                                                                                           |                                                                        |                                                         |                                                                      |
| Spain                        | Antena 3                   | Antonio Lobato                                                                   | Pedro de la Rosa                                                                          | Nira Juanco Jacobo Vega                                                |                                                         |                                                                      |
| Spain                        | TV3 / El 33                | Josep Lluís Merlos                                                               | Francesc Rosés Joan Villadelprat                                                          | Francesc Latorre Laia Ferrer                                           |                                                         |                                                                      |
| Sweden                       | TV10 / Viasat Motor        | Janne Blomquist                                                                  | Eje Elgh                                                                                  | Frida Nordstrand                                                       |                                                         |                                                                      |
| Taiwan                       | ESPN Star Sports           | Robin Kung Huai Chu He Xin                                                       | Hanss Lin Ibiza Wang                                                                      |                                                                        | Robin Kung Huai Chu He Xin                              | Robin Kung Huai Chu                                                  |
| Turkey                       | Smart Spor                 | Serhan Acar                                                                      |                                                                                           |                                                                        |                                                         |                                                                      |
| Ukraine                      | Mega                       | Maksym Podzigun                                                                  |                                                                                           |                                                                        |                                                         |                                                                      |
| United Kingdom               | BBC TV                     | Ben Edwards                                                                      | David Coulthard Murray Walker******** Gary Anderson                                       | Lee McKenzie Tom Clarkson                                              | Suzi Perry Lee McKenzie                                 | Eddie Jordan Gary Anderson Murray Walker******** David Coulthard     |
| United Kingdom               | BBC Radio                  | Jonathan Legard Ben Edwards (FP1 Only Non Live FP2-FP3 Live) James Allen         | Allan McNish Gary Anderson David Coulthard (FP1-FP3 Live Races)                           | Jennie Gow Tom Clarkson Suzi Perry(Live Races only FP1-FP3)            | Suzi Perry(Live Races only FP1-FP3)                     | Eddie Jordan Gary Anderson David Coulthard (Live Races only FP1-FP3) |
| United Kingdom               | Sky Sports F1              | David Croft                                                                      | Anthony Davidson (Free practice only) Johnny Herbert (Free practice only)] Martin Brundle | Ted Kravitz Natalie Pinkham Craig Slater Rachel Brookes Martin Brundle | Simon Lazenby Natalie Pinkham Ted Kravitz (The F1 Show) | Anthony Davidson Martin Brundle Johnny Herbert Damon Hill            |
| United States                | NBC Sports Network/NBC     | Leigh Diffey Bob Varsha**                                                        | David Hobbs Steve Matchett                                                                | Will Buxton                                                            | Sam Posey                                               | David Hobbs                                                          |

* - Note, During qualifying and race Sky Deutschland offers a different commentary feed for Austria with Heinz Prüller and without a colour commentator. This feed is also available in Germany.
** - Note, Varsha will fill in for Diffey on three races
*** - Note, Sport TV has a colour commentator in almost all of Grand Prix qualifying sessions and races, but there are few rounds without a colour commentator.
****** - Note, Adrián Puente will be only in qualifying and races.
Note, BBC radio 5 Live is use for free practices on BBC TV for live races. David Coulthard only does Live TV Practice Commentary.
******** - Note, Walker forced to cancel his plans to attend the 2013 British Grand Prix at Silverstone. Due to illness was picked up during tests after breaking his pelvis in a recent fall, will have chemotherapy in the coming months in a bid to combat Cancer.